# Wu Shanzhuan
Wu Shanzhuan (China, 25 de octubre de 1960) es un artista residente en Hamburgo.

## Biografía
Wu nació en Zhoushan, provincia de Zhejiang. Su arte es de naturaleza conceptual, y a menudo se ocupa de cuestiones relacionadas con el lenguaje. Su trabajo incluye pintura, dibujo, instalación (arte), fotografía y performance. Wu Shanzhuan se graduó de la Academia de Bellas Artes de Zhejiang en Hangzhou (ahora la Academia de Arte de China) en 1986. Se mudó a Europa a finales de la década de 1980 y obtuvo una maestría en la Facultad de Bellas Artes de la Universidad de Hamburgo (Hochschule für Bildende Künste, 1989). Vivió en Alemania e Islandia durante más de diez años y regresó a China en 2005.
Como uno de los líderes del Movimiento Conceptual Chino en la década de 1980, Wu Shanzhuan fue el primer artista chino en asimilar referencias pop textuales en su trabajo. La instalación fundamental de Wu, Red Humor International (1986), sentó las bases de su "enfoque altamente idiosincrásico y sofisticado de la pintura, que renuncia a la imagen en favor del jingoísmo político, las escrituras religiosas y los eslóganes publicitarios".
Conocido por sus trabajos experimentales con el lenguaje y el uso de grandes carteles de personajes, Wu es una especie de precursor de los trabajos de otros artistas más conocidos como Gu Wenda y Xu Bing. Wu era parte del grupo de humor rojo, que jugaba con el lenguaje y el significado de las palabras. Sus obras están llenas de sátira, trucos de lenguaje, símbolos y juegos radicales. Ha posado desnudo en sus obras de arte con su esposa, Inga Svala Thorsdottir. Inga nació en 1966 en Islandia y se graduó en el departamento de pintura de la Escuela de Artes y Oficios de Islandia en 1991. En 1995 se graduó en la Hochschule für bildende Künste de Hamburgo. Fundó Thor's Daughter's Pulverization Service en 1993 y BORG en 1999. "Su trabajo está lleno de imágenes absurdas y lenguaje fantástico".

## El carácter chino y la revolución cultural
La Revolución Cultural llamó la atención del público cuando se colocó el primer cartel del marxismo-leninismo del "gran personaje" en la Universidad de Pekín en 1966. Estos carteles de 'grandes personajes' comenzaron a aparecer por todo el campus los días siguientes. Aunque fueron un medio común en la batalla política de la época de Mao Zedong, alcanzaron su apogeo durante la Revolución Cultural. En estos carteles se declararon campañas, junto con críticas a las facciones y la denuncia de individuos. Cuando Mao apoyó plenamente esta 'voz de las masas', se creó un nuevo paisaje visual, con eslóganes, directivas, críticas y aforismos morales inundando todas las superficies disponibles del campus.
Un aspecto visual clave de la Revolución Cultural fue el retrato de Mao y la imagen de un trabajador/campesino/soldado. Mao logró una cobertura masiva y el texto chino se utilizó para transmitir el significado literario a la gente. Sin embargo, el valor artístico de la caligrafía a veces puede dominar su contenido, como en los textos escritos en cursiva o en los fragmentos de una obra maestra. Como sugiere el escritor Wu Hung, “todos los calígrafos tradicionales llevaron a cabo esta transformación de una forma u otra, pero ninguno de ellos intentó divorciar completamente la forma del contenido. Una desviación radical de esta antigua tradición solo ocurrió en el arte chino contemporáneo ”. Este cambio del significado del texto se produjo después de la Revolución Cultural.
Durante la Revolución Cultural, identificada como una “gran revolución que toca a las personas hasta el alma”, la escritura se utilizó para transmitir violencia visual y mensajes políticos. El idioma es el elemento más arraigado de la cultura china, y la revolución lo asumió con una trayectoria formativa. Con el poder visual del carácter chino, era inevitable que los artistas de vanguardia revisaran el potencial de la palabra escrita a finales de la década de 1980. Como dijo Wu, “El carácter chino es el elemento más importante, dada su capacidad para moldear el pensamiento de las personas o influir en la psicología nacional”.

## Colegio
Algunos de los otros graduados de la Academia de Bellas Artes de Zhejiang, que comenzaron a desempeñar un papel destacado en China a mediados de la década de 1980, fueron Wang Guangyi, Shang Peili, Geng Jianyi, Huang Yongping y Gu Wenda . Aunque probablemente no aprendieron de los profesores directamente, debido al predominio de un estilo realista en las academias, aprendieron de los jóvenes profesores y compañeros de clase fuera del aula. Los libros euroamericanos importados también inspiraron a estos artistas a principios de la década de 1980. El director de la academia compró todas las publicaciones de la “Exposición de Publicaciones de Arte Internacional”, que se inauguró en el Museo Nacional de Historia de Beijing en 1982, y estos recursos, publicados en varios idiomas, estimularon mucho a la generación del Movimiento del 85.
Otra fuerza influyente provino del entorno educativo abierto adoptado por la escuela. En 1985, a los estudiantes se les permitió crear un solo trabajo en cualquier estilo elegido libremente, aunque tenían que seguir el tema y la técnica favorita de su instructor. Bastante controvertido, esto resultó en trabajos experimentales que expresaban muchas concepciones y estilos individuales diferentes. Bajo esta nueva política, los estudiantes también pudieron elegir diferentes enfoques conceptuales y técnicos que permitieron la creación de series de producciones artísticas. Causó sensación en el mundo del arte chino cuando las obras experimentales de la clase de 1985 se exhibieron en la exhibición de graduación. Estos artistas, nacidos en la generación de los años 60, que se formaron después de la Revolución Cultural, adoptaron la nueva orientación vanguardista.
Sucesos similares estaban ocurriendo en otras academias de China, como en Sichuan, Beijing y Guangzhou. Obras de diversas academias se reunieron en mayo de 1985 en la exposición “Arte Joven de la China Progresista”, celebrada en el Museo Nacional de Arte de China. El neorrealismo y el surrealismo occidental se mostraron en numerosas obras expuestas.

## ArteGuanniano
A principios de la década de 1990 existían dos tipos de vanguardia: el arte ecléctico y el maximalismo. Implicaron una retirada de la esfera pública, diferenciándose del pop político y del realismo cínico. Remontándose a las décadas de 1970 y 1980, solo se dieron a conocer en la década de 1990 a través del arte guannian (idea) neochino. “El arte neoguaniano de las vanguardias chinas se había visto obligado a abandonar el mito vanguardista, la inocencia e incluso la ingenuidad que había adoptado el Movimiento del 85”. La 'revolución en el arte' ya no era de su interés. En cambio, el intercambio en las relaciones entre ellos y su entorno se convirtió en el foco. Wu Shanzhuan y otros artistas de Guannian, como Xu Bing, se fijaron en la revolución de las ideas para elaborar su concepto de un proyecto anti-arte. Se esperaba que las obras de estos artistas fueran comprendidas por los espectadores y que fueran objetos de subproductos pop. El arte de la década de 1980 puede comprenderse parcialmente como parte de un proyecto de desmaterialización de la creación artística.
No existe una relación histórica occidental que acompañe a este movimiento debido a la naturaleza integral de la historia caligráfica, junto con la vital combinación alegórica, metafórica y poética de palabras e imágenes en la historia del arte chino. Wu, junto con otros artistas chinos como Xu Bing y Gu Wenda, tienen ideas donde las imágenes y las palabras se combinan en un concepto holístico. El desarrollo anti-arte, por lo tanto, es una respuesta a las fuerzas externas del entorno social y artístico. El proyecto fue iniciado por Huang Yongping y desarrollado por Wu Shanzhuan, Gu Wenda, Xu Bing y otros. Todos estos artistas también abrazaron la filosofía tradicional del budismo de Chad, “que fomenta una sensibilidad irónica y una negativa a privilegiar una doctrina sobre otra en la búsqueda de la verdad”.
El arte minoritario había pasado a un enfoque diferente sobre la materialización y el de las relaciones comunicadas entre los artistas y las cosas, en el que se valoraba más el tema que el concepto/idea. Tomando temas de la vida cotidiana, el descubrimiento de nuevas ideas era secundario al trabajo que se estaba realizando. Los artistas podían crear arte en un entorno estrictamente controlado porque, para ellos, la originalidad no procedía del pensamiento, sino del tacto de los materiales. Este tipo de arte se concentraba en lo observable y palpable. El contexto físico de un objeto, su ubicación y reubicación, también era importante para ellos.

## Instalacionesde Humor Rojo
Hay cuatro partes en las instalaciones de Humor rojo de Wu en Zhejiang: personajes rojos, carteles de personajes grandes, sellos rojos, banderas rojas ventosas y grandes empresas. A menudo usaba objetos confeccionados en su arte. 70% rojo, 25% negro y 5% blanco sirve como prefacio para el grupo de humor rojo. Los eslóganes de la Revolución Cultural se mezclan libremente con discursos publicitarios y poemas antiguos en las paredes de la instalación Humor Rojo. En el suelo hay cuatro personajes grandes que dicen: “Nadie sabe lo que significa”.
Creó una actuación de "Gran negocio" que involucraba la venta de camarones; trajo 300 kilogramos de camarones frescos de un pueblo de pescadores en Zoushan, provincia de Zhejing. Después de escribir el precio de los camarones en una pizarra, comenzó a venderlos. Liu Kaiqu, uno de los escultores más influyentes de China, fue el primer comprador. Este trabajo demostró la idea de Wu de que el arte moderno en la sociedad es solo un gran negocio. Explicó su actuación después de que las autoridades lo cerraran diciendo: "El Museo Nacional de Arte no es solo un lugar para exhibir obras de arte, sino que también puede ser un mercado negro. Para el Año Nuevo Chino, he traído camarones de primera calidad aptos para la exportación desde mi pueblo natal en celebración de la festividad y para enriquecer la vida espiritual y material de las personas en nuestra capital. El precio unitario: 9,5 yuanes. Lugar de exhibición: Museo Nacional de Arte. Urge comprar."

## Exposiciones seleccionadas
2003
A Strange Heaven: Contemporary Chinese Photography, Galerie Rudolfinum, Praga, República Checa
2002
Made By Chinese, Galerie Enrico Navarra, París
Feria de Arte de Chicago, Chicago
2001
Today No Water, Ethan Cohen Fine Arts, Nueva York
2000
Arte conceptualista: Puntos de origen 1950s-1980s, Walker Art Center
1999
Thing's Right(s), Cuxhavener Kunstverein, Alemania
1998
Inside Out – New Chinese Art, Nueva York, PS 1 Contemporary Art Center, Nueva York
Vege-Pleasure, Galería Ingolfsstraeti 8, Festival de Arte de Reykjavik 1998, Islandia
1996
Por favor, no se mueva, Bahnwärterhaus, Gallery der Stadt, Esslingen
1995
Xineses, Centro de Arte Santa Mónica, Barcelona
1994
Maos Ungezähmte Kinder, Museo Römer Hildesheim